# Emmanuel Kotz
Emmanuel Kotz (* 31. Januar 1604; † 21. Dezember 1665) war ein Obrist der Landgrafschaft Hessen-Kassel und Stadtkommandant der wichtigsten Hessen-Kasseler Festungen im Hessenkrieg.
Zwischen den Jahren 1633 und 1641 war Kotz unter Johann von Geyso Stadtkommandant der Hessen-Kasseler Festung Dorsten und als dieser 1641 an der Verteidigung von Dorsten beteiligt. Nach dem Verlust der Festung Dorsten zog er mit der Hessen-Kasseler Armee weiter in das linksrheinisch-kurkölnische Territorium und wurde dort nach der Einnahme der Stadt Neuss, die durch Hessen-Kassel zum niederrheinischen Hauptquartier und zur Festung ausgebaut wurde, in der Nachfolge Herzog Eberhard III. von Württemberg Kommandant der Stadt. Er zog vermutlich 1651 mit den letzten Hessen-Kasseler Truppen aus der Stadt Neuss ab.
Im März 1651 war Kotz als Befehlshaber einer kleinen kurpfälzischen Besatzungstruppe Gouverneur von Heilbronn, wo sein zweieinhalbjähriger Sohn Wilhelm verstarb und am 11. März in der Kilianskirche beigesetzt wurde. Sowohl der Prunksarg als auch der Grabstein des Kindes sind in der Kirche erhalten.
Bei der Kaiserwahl 1658 in Frankfurt am Main war Emanuel Kotz von Metzenhofen / geheimer Rath / Obrister vnd Oberambtman zu Oppenheim im Gefolge des Kurfürsten Karl I. Ludwig.